# Porites attenuata
Porites attenuata är en korallart som beskrevs av Nemenzo 1955. Porites attenuata ingår i släktet Porites och familjen Poritidae. IUCN kategoriserar arten globalt som sårbar. Inga underarter finns listade i Catalogue of Life.